# Euglossa aurantia
Euglossa aurantia is een vliesvleugelig insect uit de familie bijen en hommels (Apidae). 
De bij wordt ongeveer 1,2 cm groot. De soort is alleen bekend uit Bolivia.